# Johan Råberg
Johan (Jocke) Elias Råberg, född 7 april 1849 i Kalmar, död 28 maj 1927 i Oskarshamn, var en svensk bankkamrer, fotograf, konstnär och tecknare. 
Han var son till handlaren John Peter Råberg och Elise Beata Ahlqvist. Efter en tids studier vid Lunds universitet anställdes han som banktjänsteman i Kalmar där han avancerade till bankkamrer. Efter några år vid banken begärde han avsked och begav sig utomlands för att studera fotografikonst och var under en tid verksam som fotograf i Chile. Vid återkomsten till Sverige etablerade han en fotoateljé i Kalmar men flyttade omkring 1905 sin rörelse till Oskarshamn. Vid sidan av sin fotoverksamhet arbetade han som extrakontorist vid några olika företag i Oskarshamn. Som konstnär var han autodidakt men i sin ungdom tillbringade han mycket tid i Oscar Hullgrens ateljé i Pataholm där han stimulerades av Hullgrens konst. Hans mest produktiva period inföll på 1870- och 1880-talen då han utförde en rad målningar och teckningar från Kalmartrakten. Han medverkade med konst i hembygdsutställningen på Kalmar slott 1910. Hans teckningar har publicerats i Hemvännen och Ny illustrerad tidning. Råberg finns representerad vid Kalmar Konstmuseum och i Uppsala universitetsbibliotek. Han är begravd på Västra begravningsplatsen i Oskarshamn.